# Živojin Mišić
Živojin Mišić (Struganik, 19. srpnja 1855.  — Beograd, 20. siječnja 1921.) bio je srpski vojvoda i vjerojatno najuspješniji srpski zapovjednik u svim ratovima u kojima je Srbija sudjelovala od 1876. do 1918. Zapovijedao je Prvom srpskom armijom u Kolubarskoj bici, a u proboju Solunskog fronta bio je načelnik Glavnog stožera.